# 七营镇
七营镇，是中华人民共和国宁夏回族自治区中卫市海原县下辖的一个乡镇级行政单位。七营镇地域面积266.63平方公里，全镇地形平坦、川地、塬地较多，可耕地面积16万亩（其中退耕还林54920.1亩），水浇地5.8万亩，全年无霜期约125天左右，日照时间长，年气温较高，年降雨量约为300毫米—400毫米。

## 概况
七营镇位于宁夏海原县城东南，县城区65公里。南临三河镇，北临李旺镇，东临甘城乡、寨科乡、西与郑旗乡为界。七营镇位于宁夏海原县城东南，距离老县城73公里。银平公路，福银高速公路、宝中铁路穿境而过，交通便利。
全镇共辖13或14个行政村，69个自然村，其中有七营、五营、南堡、张堡、马莲、北咀、张堡、盘河、高崖、八营、柴梁、杨堡、下套等村，现有6214户30537人，其中回族13957人，占45.7%。

## 行政区划
七营镇下辖以下地区：
砖窖村、张堡村、伍营村、马莲村、七营村、南堡村、马堡村、下套村、杨堡村、北咀村、盘河村、八营村、柴梁村和高崖村。

## 历史
明朝嘉靖时期，因为是三边总督杨一清在固原镇设立驻兵八大营中七营而得名，1958年设七营公社，1983年改乡，1994年建镇。原为固原市原州区管辖，2008年划归海原县。

## 经济状况
全镇经济以农业为主，通过多年的种植业结构调整，建成以玉米、葵花、枸杞为主的镇域经济产业带，其中枸杞面积达2.8万亩，2008年种植葵花37043亩，玉米16893亩，马铃薯5830亩，小麦4123亩，油料作物6343亩，豌豆1835亩，瓜菜1300亩。养殖业以牛、羊、猪为主，逐步培育和建成马莲、马堡两个肉牛养殖示范村，建有圈棚883栋，青贮池406个，牛饲养量2484头，基础母羊20817头，猪5640头，鸡141980只。2007年实现社会总产值1.1亿元，粮食总产量770万公斤，人均有粮279公斤；农民人均纯收入2610元。

## 教育
镇上有七营中学一所。有各级各类学校24所，其中：中学1所，完全小学14所，教学点9个，教学班106个，小学专任教师175（特岗11人）人，在校学生4201名；中学专任教师49人，教学班23个，在校学生848名。